# Caliothrips multistriatus
Caliothrips multistriatus är en insektsart som beskrevs av Nakahara 1991. Caliothrips multistriatus ingår i släktet Caliothrips och familjen smaltripsar. Inga underarter finns listade i Catalogue of Life.